# Тотибадзе, Георгий Константинович
Гео́ргий Константи́нович Тотиба́дзе (груз. გოგი კონსტანტინეს ძე თოთიბაძე; 29 октября 1928, Тбилиси —  8 апреля 2010, Тбилиси, Грузия) — советский грузинский живописец, график; член Союза художников СССР, заслуженный художник Грузинской ССР, народный художник Грузинской ССР (1983), профессор (с 1959), член-корреспондент Академии художеств СССР (с 1975).

## Биография
Георгий родился 29 октября 1928 года в Тбилиси и проживал с родителями и старшей сестрой Наной по адресу улица Зандукели, дом 11. Его отец, Константин Антонович Тотибадзе преподавал физику в гимназии а его мать, Елена Кундадзе — грузинский язык. До революции его дед, Антон Тотибадзе (1865—1938), был духовником семьи императорского наместника Кавказа Воронцова-Дашкова, а затем — настоятелем храма Сиони и церкви Кашвети.
В 1942 году Георгий начал рисовать в кружке графики и живописи тбилисского Дворца пионеров, расположенного на проспекте Руставели.
С 1947 года обучался в Тбилисской академии художеств (класс У. М. Джапаридзе), которую окончил в 1953 году.
В 1959 году окончил аспирантуру при Тбилисской академии художеств и с того же года преподавал в качестве профессора.
С 1972 по 1982 год возглавлял академию в качестве ректора.
Также руководил творческой мастерской Академии художеств в Тбилиси. С 1975 года — член-корреспондент Академии художеств СССР.
Похоронен в Дидубийском пантеоне писателей и общественных деятелей.

## Творчество
В 1970-е году участвовал в росписи залов ресторана «Пиросмани» в Тбилиси.
Среди работ художника — «На новую Самгорскую землю» (1953), портреты М. Кавтарадзе (1956) и Н. Амираджиби (1957), «Руставские металлурги» (1958), «На чайных плантациях» (1962), «Тамара» (1967), «Чаеводы», «Восстание в Гурии в 1841 году» (обе — 1970); портреты — генерал-майора в отставке Н. Т. Таварткиладзе (1979-80), певицы Дины Джитова (пастель, 1985), Елены Образцовой (пастель, 1990); серия автолитографий «Кахетинские виноградари» (1979). «Тамада» (1967) и «Многолетие» (1988) — в коллекции Государственной Третьяковской галереи.

## Семья
- Первый брак, жена — Нана Аполлоновна Кутателадзе[2] (1946—2015, Париж), дочь Аполлона Карамановича Кутателадзе и Марии Ивановны Евдокимовой.
  - Сын — Георгий (род. 1967) — художник[5], спортсмен, имеет пять золотых медалей чемпионата страны по карате, серебряная награда престижного международного турнира в Японии и две бронзы мирового первенства. Жена Ирина, с которой они вместе учились в Высшем художественном училище имени 1905 года. Позднее Георгий перевёлся в Тбилисскую академию искусств. Вместе с супругом приехала и Ирина (получила красный диплом), Георгий диплом не получил. Дети: Нана, Манана и Варвара[6]. Живёт и работает в Москве.
  - Сын — Константин (род. 1969) — художник[7][8], спортсмен, трехкратный чемпион России, бронзовый призёр чемпионата мира по карате. Жена Ольга Шестерикова[9]. Дети: Муся (1996)[10][11], Нина, Тамара, Антон (1993)[12], Давид и Гоги. Живёт и работает в Москве.
  - Дочь — Мария (род. 1972) — дизайнер, модельер.[13] Живёт и работает в Париже.[14]
- Второй брак, жена — Цисана Бежановна Татишвили (1937—2017) — оперная певица (сопрано).